# Gastrotheca ochoai
Espèce
Statut de conservation UICN

 EN  : En danger
Gastrotheca ochoai est une espèce d'amphibiens de la famille des Hemiphractidae.

## Répartition
Cette espèce est endémique de la région de Cuzco au Pérou. Elle se rencontre de 2 700 à 2 800 m d'altitude sur le versant amazonien de la cordillère Orientale.

## Description
La femelle holotype mesure 32,9 mm.

## Étymologie
Cette espèce est nommée en l'honneur d'Oscar Ochoa Mendieta.

## Publication originale
- Duellman & Fritts, 1972 : A taxonomic review of the southern Andean marsupial frogs (Hylidae: Gastrotheca). Occasional papers of the Natural History Museum, the University of Kansas, no 9, p. 1-37 (texte intégral).